# Colobanthus hookeri
Colobanthus hookeri là loài thực vật có hoa thuộc họ Cẩm chướng. Loài này được Cheeseman mô tả khoa học đầu tiên năm 1921.